# Nitocrella hofmilleri
Nitocrella hofmilleri is een eenoogkreeftjessoort uit de familie van de Ameiridae. De wetenschappelijke naam van de soort is voor het eerst geldig gepubliceerd in 1953 door Brehm.